# Carrières souterraines de Vertus
Carrières souterraines de Vertus este o arie protejată (sit de importanță comunitară — SCI) din Franța întinsă pe o suprafață de 11 ha, integral pe uscat.

## Localizare
Centrul sitului Carrières souterraines de Vertus este situat la coordonatele 48°53′45″N 3°59′04″E / 48.89583°N 3.98444°E.

## Înființare
Situl Carrières souterraines de Vertus a fost declarat arie specială de conservare în baza directivei 92/43 din 1992 referitoare la conservarea habitatelor naturale și a faunei și florei sălbatice pentru a proteja 5 specii de animale.

## Biodiversitate
Situată în ecoregiunea continentală, aria protejată conține 1 habitat natural: Peșteri inaccesibile publicului.
La baza desemnării sitului se află mai multe specii protejate de  mamifere (5): liliac cu urechi mari (Myotis bechsteinii), liliac cărămiziu (Myotis emarginatus), liliac comun (Myotis myotis), liliacul mare cu potcoavă (Rhinolophus ferrumequinum), liliacul mic cu potcoavă (Rhinolophus hipposideros).
Pe lângă speciile protejate, pe teritoriul sitului au mai fost identificate 4 specii de mamifere.